# Philocoprella italica
Philocoprella italica är en tvåvingeart som först beskrevs av Deeming 1964.  Philocoprella italica ingår i släktet Philocoprella och familjen hoppflugor. Arten är reproducerande i Sverige. Inga underarter finns listade i Catalogue of Life.